# Palacio de Monte Pío
El palacio de Monte Pío es la residencia oficial del presidente de la Junta de Galicia. Se encuentra situada en Casas Novas, parroquia de San Xoán de Fora de Santiago, municipio de Santiago de Compostela.

## Características
Fue diseñado por Manuel Gallego Jorreto en un terreno arrendado por el Instituto Nacional de Meteorología en una falda del distrito compostelano de Casas Novas. Con el proyecto de residencia, se ha habilitado un área contigua como parque público. Fue promovida en 2002 por Manuel Fraga. A día de hoy, tanto Fraga como Emilio Pérez Touriño y Alberto Núñez Feijóo han vivido en este complejo. El palacio de Monte Pío tiene un total de 25 000 m² (70 000 m² con el área verde del parque) y cuenta con dos áreas definidas: la vivienda y un área dedicada a la actividad institucional.